# 明安镇 (乌拉特前旗)
明安镇，是中华人民共和国内蒙古自治区巴彦淖尔市乌拉特前旗下辖的一个乡镇级行政单位。

## 行政区划
明安镇下辖以下地区：
菅家窑子村、营盘湾村、义和店村、十一份子村、毛家圪堵村、六份子村、七份子村、色气口子村、陶来口子村和台梁村。